# 5784 (année hébraïque)
5784 (hébreu : ה'תשפ"ד , abbr. : תשפ"ד) est une année hébraïque qui a commencé à la veille au soir du 16 septembre 2023 et s'est finie le 2 octobre 2024. Cette année a compté 383 jours. Ce fut une année embolismique dans le cycle métonique, avec deux mois de Adar - Adar I et Adar II. Ce fut la seconde année depuis la dernière année de chemitta.
En l'an 5784, l'État d'Israël a fêté ses 76 ans d'indépendance.

## Calendrier
Ce calendrier hébraïque de l'année 5784 donne les correspondances avec les dates du calendrier grégorien.
Le premier nombre dans chaque case correspond au jour du mois hébraïque. Les jours en couleurs sont des jours remarquables juifs ou israéliens.
| ◄◄ | 5784 | ►► |

## Événements
- Attaque du Hamas  du 7 octobre 2023, débutant une nouvelle guerre entre Israël et le Hamas.
- Frappe aérienne du consulat iranien de Damas en 2024
- Explosions de bipeurs et de talkies-walkies au Liban

## Décès
- Judith Hemmendinger
- Neil Goldschmidt

5779 - 5780 - 5781 - 5782 - 5783 - 5784 - 5785 - 5786 - 5787 - 5788 - 5789